# Veitsweiler

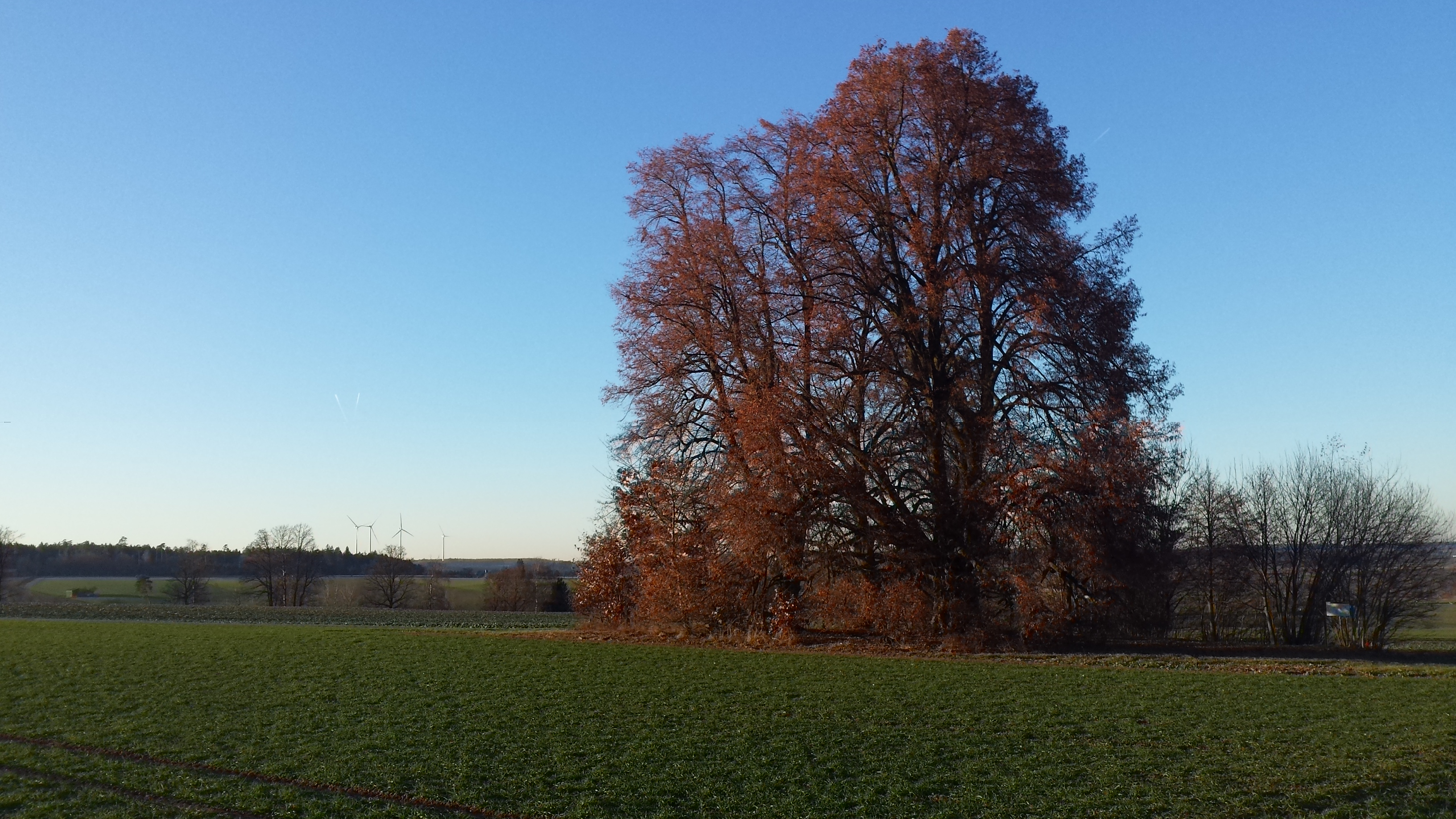
Auf einer östlich des Dorfes gelegenen Anhöhe stehen die so genannten Gerichtslinden.

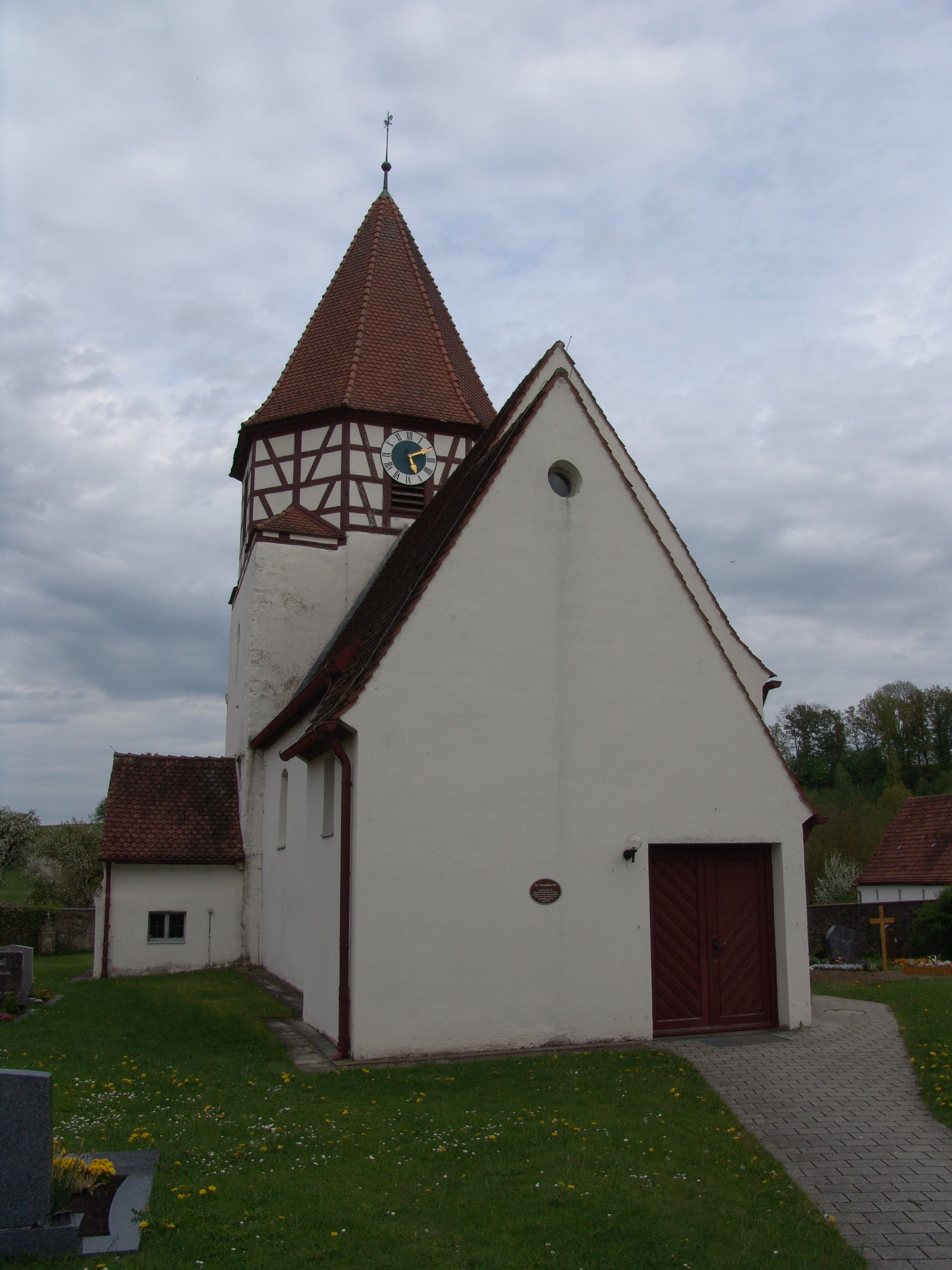
St. Veit

Veitsweiler ist ein Gemeindeteil des Marktes Weiltingen im Landkreis Ansbach (Mittelfranken, Bayern). Die Gemarkung Veitsweiler hat eine Fläche von 4,565 km². Sie ist in 482 Flurstücke aufgeteilt, die eine durchschnittliche Fläche von 9471,21 m² haben. In ihr liegen neben dem namensgebenden Ort die Gemeindeteile Bosacker, Hahnenberg, Oberklingen und Unterklingen.

## Geografie
Das Pfarrdorf liegt am Weihergraben, einem rechten Zufluss der Wörnitz. 0,5 km westlich liegt der Kernwald, im Südwesten das Sandfeld, dahinter das Waldgebiet Hundsmarkt. 0,5 km südöstlich erhebt sich der Lämmerberg (498 m ü. NHN).
Eine Gemeindeverbindungsstraße führt nach Weiltingen zur Staatsstraße 2385 (1,4 km nördlich) bzw. nach Hahnenberg (0,9 km südlich). Eine weitere Gemeindeverbindungsstraße führt zu einer Gemeindeverbindungsstraße (0,6 km östlich), die nach Wolfsbühl (2 km westlich) bzw. nach Weiltingen verläuft (1,4 km nordöstlich).

## Geschichte
Die Fraisch über Veitsweiler war umstritten. Sie wurde sowohl vom ansbachischen Oberamt Wassertrüdingen als auch vom oettingen-spielbergischen Oberamt Aufkirchen beansprucht. Gegen Ende des 18. Jahrhunderts gab es in Veitsweiler 21 Anwesen (1 Ziegelhütte, 2 Halbhöfe, 3 Köblergüter, 12 Söldengüter, 1 Söldengut mit Wirtschaft, 2 halbe Söldengüter). Außerdem gab es eine Kirche, ein Pfarrhaus, ein Schulhaus und ein Gemeindehirtenhaus. Die Dorf- und Gemeindeherrschaft und die Grundherrschaft über alle Anwesen hatte das württembergische Oberamt Weiltingen.
1810 kam Veitsweiler an das Königreich Bayern. Mit dem Gemeindeedikt entstand 1811 der Steuerdistrikt und die Ruralgemeinde Veitsweiler mit den Orten Hahnenberg, Oberklingen, Unterklingen und Wolfsbühl. Mit dem Zweiten Gemeindeedikt (1818) schied Wolfsbühl aus der Ruralgemeinde aus. Die Gemeinde Veitsweiler war in Verwaltung und Gerichtsbarkeit dem Landgericht Nördlingen (ab 1831 Landgericht Dinkelsbühl) zugeordnet und in der Finanzverwaltung dem Rentamt Oettingen (ab 1832 Rentamt Dinkelsbühl, 1919 in Finanzamt Dinkelsbühl umbenannt, seit 1973 Zweigstelle des Finanzamtes Ansbach). Die Verwaltung übernahm 1862 das neu geschaffene Bezirksamt Dinkelsbühl (1939 in Landkreis Dinkelsbühl umbenannt). Die Gerichtsbarkeit blieb beim Landgericht Dinkelsbühl (1879 in das Amtsgericht Dinkelsbühl umgewandelt, seit 1973 eine Zweigstelle des Amtsgerichtes Ansbach). Die Gemeinde hatte 1964 eine Gebietsfläche von 4,206 km². Mit der Auflösung des Landkreises Dinkelsbühl im Jahr 1972 kam Veitsweiler an den Landkreis Ansbach.

### Baudenkmäler
- Haus Nr. 7: Evangelisch-Lutherische Pfarrkirche, Chorturmkirche, Chorturmuntergeschosse um 1400, Langhaus 1667 über älterem Mauerwerk neu errichtet, Fachwerkoktogon des Turms wohl 17. Jahrhundert; mit Ausstattung; Friedhof, im Kern mittelalterliche Anlage, mit Grabsteinen; Umfassungsmauer, im Kern mittelalterlich, teilweise erneuert.[16]
- Haus Nr. 21: Ehemaliges Pfarrhaus, zweigeschossiges Gebäude mit Halbwalmdach, in Ecklage, teilweise Fachwerk, nach 1800; Einfriedung, Bruchstein, 19. Jahrhundert[16]

### Bodendenkmäler
In der Gemarkung Veitsweiler gibt es zwei Bodendenkmäler.

### Einwohnerentwicklung
Gemeinde Veitsweiler
| Jahr      | 1818   | 1840   | 1852   | 1855   | 1861   | 1867   | 1871   | 1875   | 1880   | 1885   | 1890   | 1895   | 1900   | 1905   | 1910   | 1919   | 1925   | 1933   | 1939   | 1946   | 1950   | 1952   | 1961   | 1970   |
| Einwohner | 154    | 183    | 183    | 191    | 198    | 191    | 191    | 190    | 179    | 171    | 178    | 189    | 182    | 182    | 173    | 180    | 184    | 166    | 138    | 259    | 260    | 213    | 183    | 166    |
| Häuser    | 34     | 36     |        |        |        |        | 35     |        |        | 36     | 36     |        | 37     |        |        |        | 34     |        |        |        | 36     |        | 37     |        |
| Quelle    | [ 18 ] | [ 19 ] | [ 20 ] | [ 20 ] | [ 21 ] | [ 22 ] | [ 23 ] | [ 24 ] | [ 25 ] | [ 26 ] | [ 27 ] | [ 20 ] | [ 28 ] | [ 20 ] | [ 29 ] | [ 20 ] | [ 30 ] | [ 20 ] | [ 20 ] | [ 20 ] | [ 31 ] | [ 20 ] | [ 12 ] | [ 32 ] |

Ort Veitsweiler
| Jahr      | 001818 | 001840 | 001861 | 001871 | 001885 | 001900 | 001925 | 001950 | 001961 | 001970 | 001987 | 002006 | 002016 |
| Einwohner | 112    | 132    | 154    | 137    | 124    | 131    | 138    | 213    | 136    | 114    | 91     | *109   | *102   |
| Häuser    | 24     | 26     |        |        | 26     | 27     | 25     | 27     | 28     |        | 28     |        |        |
| Quelle    | [ 18 ] | [ 19 ] | [ 21 ] | [ 23 ] | [ 26 ] | [ 28 ] | [ 30 ] | [ 31 ] | [ 12 ] | [ 32 ] | [ 33 ] | [ 1 ]  | [ 1 ]  |

## Religion
Der Ort ist Sitz der Pfarrei St. Veit und ist seit der Reformation evangelisch-lutherisch geprägt. Die Katholiken sind nach St. Margareta (Wilburgstetten) gepfarrt.

## Persönlichkeiten
- Johann Christoph David von Leger (1701–1791), württembergischer Baumeister und Architekt